# Мироненко Олександр Григорович
Олександр Григорович Мироненко (20 жовтня 1959, Душанбе — 29 лютого 1980, Асмар) — Герой Радянського Союзу, під час Інтервенції Радянського Союзу в Афганістан заступник командира взводу розвідувальної роти окремого 317-го гвардійського парашутно-десантного полку 103-ї гвардійської повітряно-десантної дивізії в складі 40-ї армії Туркестанського військового округу (обмежений контингент радянських військ в Демократичній Республіці Афганістан), гвардії старший сержант.

## Біографія
Народився 20 жовтня 1959 року в столиці Таджицької РСР — місті Душанбе в сім'ї робітника. Росіянин. Закінчив будівельний технікум.
У Радянській Армії з 1978 року. Служив у повітряно-десантних військах. Закінчивши навчальний підрозділ, був призначений командиром відділення розвідувальної роти парашутно-десантного полку. Обраний секретарем комсомольського бюро підрозділу.
З 1979 року гвардії старший сержант Олександр Мироненко у складі обмеженого контингенту радянських військ в Афганістані. 29 лютого 1980 року загинув у бою, здійснивши подвиг: в критичний момент бою, будучи пораненим, ціною свого життя, підірвав оточивших його ворогів. За іншою версією, він був застрелений товаришем по службі єфрейтором Миколою Сергеєвим, який помстився "дідові" Мироненку за знущання над ним. 
Указом Президії Верховної Ради СРСР від 28 квітня 1980 року за мужність і героїзм, проявлені при наданні інтернаціональної допомоги Демократичній Республіці Афганістан, гвардії старшому сержантові Мироненко Олександру Григоровичу посмертно присвоєно звання Героя Радянського Союзу. Нагороджений орденом Леніна.
Був похований в місті Душанбе на алеї Слави. На початку 1990-х його сім'я переїхала до Пензи. Тоді ж на Новозахідному кладовищі Пензи був перепохований його прах.

## Вшанування пам'яті
Наказом Міністра оборони СРСР від 12 серпня 1980 року навічно зарахований до списків особового складу 103-ї повітряно-десантної дивізії.
Пам'ятник Олександру Мироненку встановлений у місті Вітебську на території 317-го гвардійського парашутно-десантного полку, де нині дислокується 103-тя гвардійська мобільна бригада Збройних Сил Республіки Білорусь.